# Petromuridae
Petromuridae là một họ động vật có vú trong bộ Gặm nhấm. Họ này được Wood miêu tả năm 1955.

## Hình ảnh

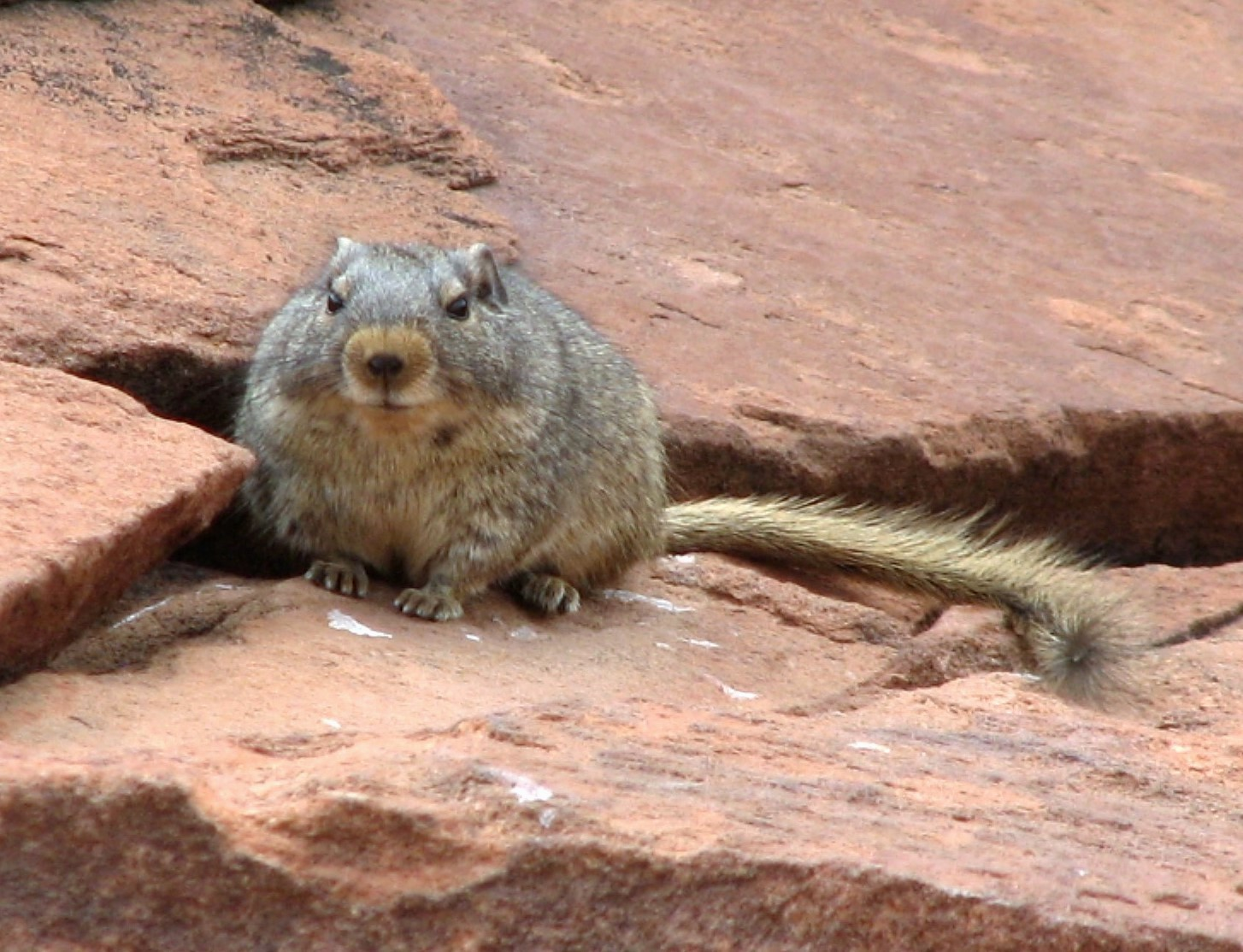
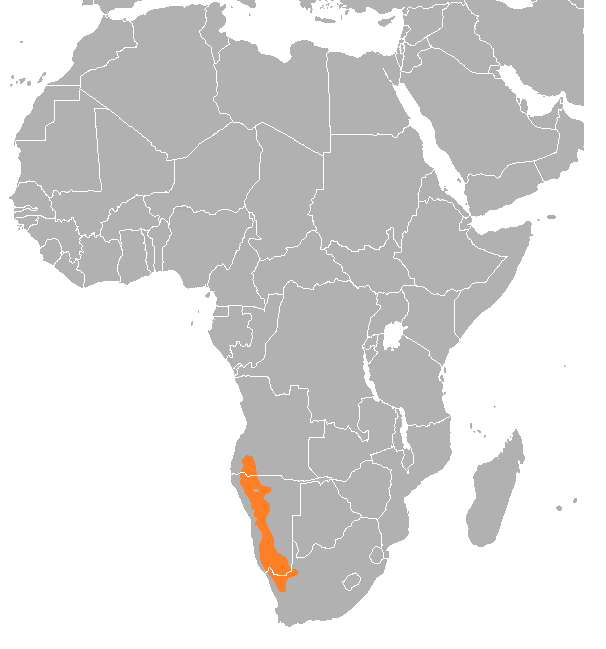